# Eutiner Roland

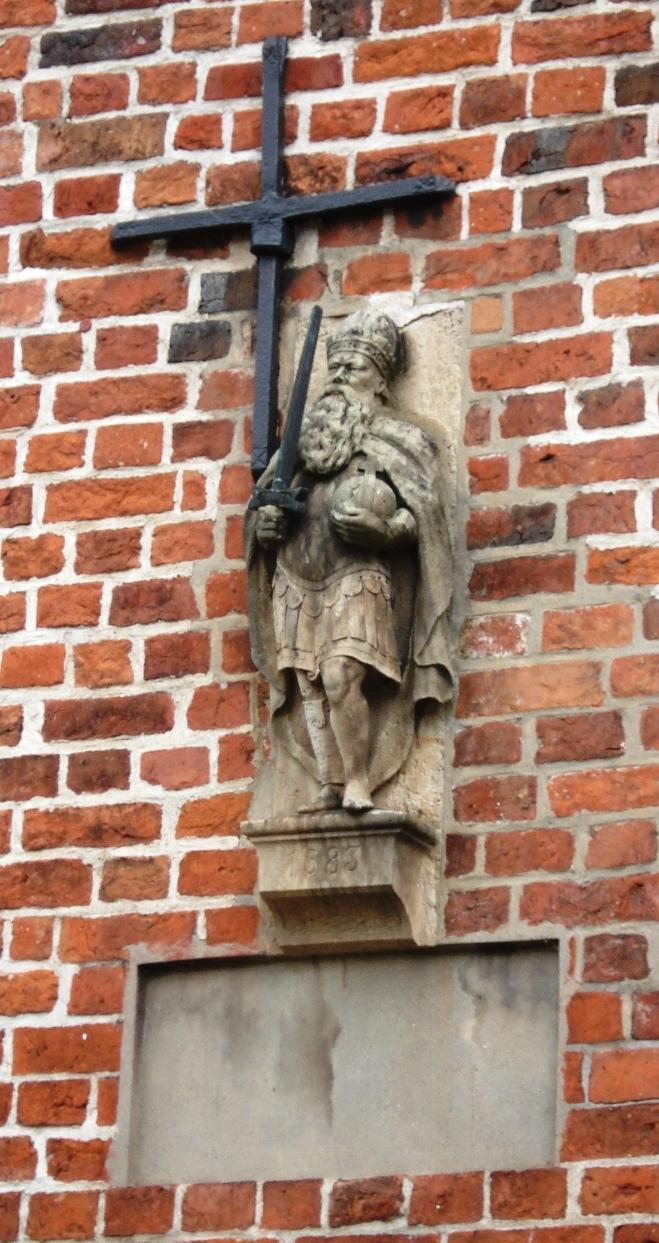
Der Eutiner Roland (Kopie des in das Innere des Eutiner Schlosses verbrachten Originals) (das Kreuz ist ein Maueranker)

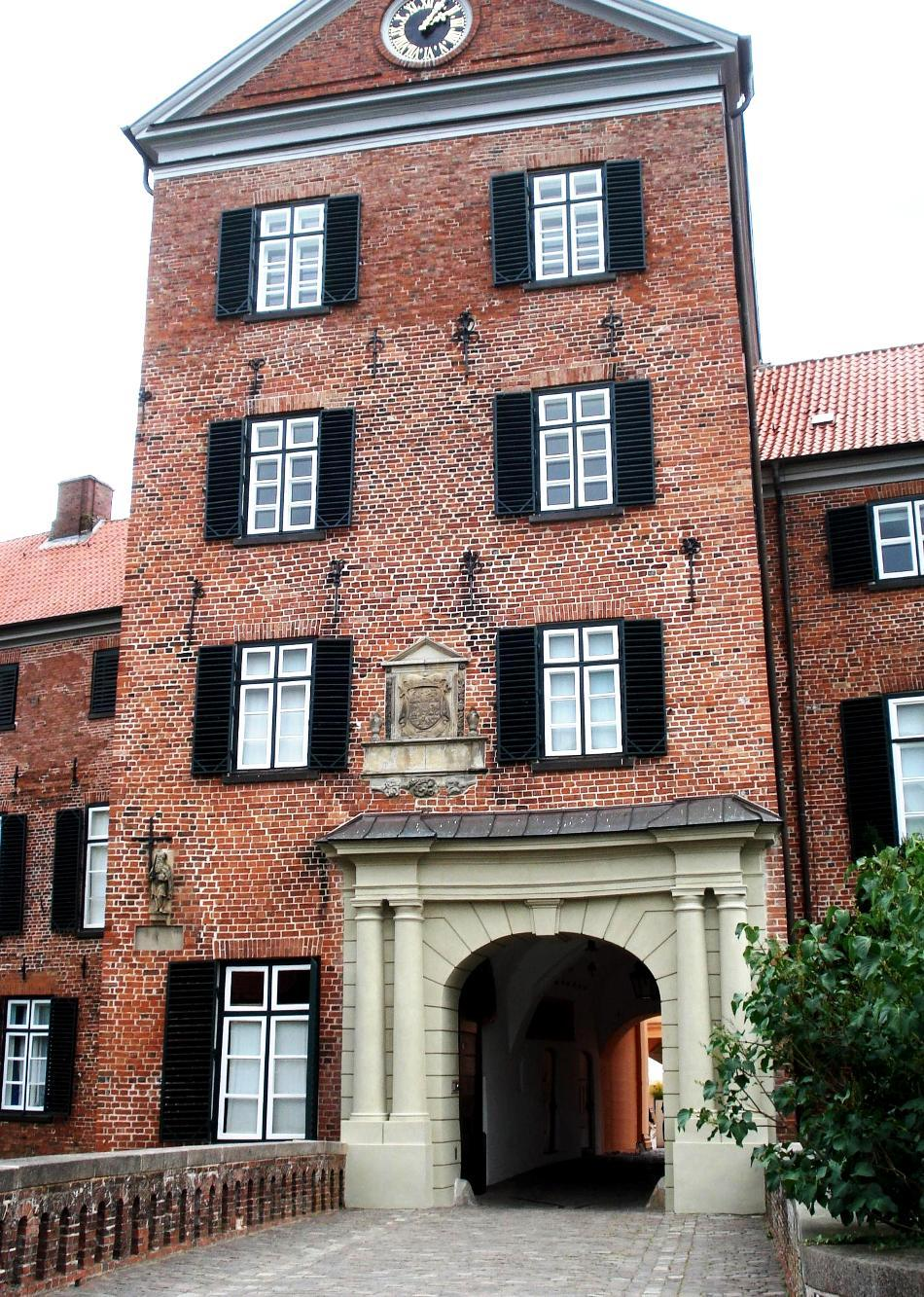
Der Standort des Eutiner Roland – links oberhalb des Tores an der Fassade des Eutiner Schlosses

Der Eutiner Roland ist eine Rolandfigur in Eutin (im Kreis Ostholstein in Schleswig-Holstein). Der Eutiner Roland befindet sich am (bzw. im) Eutiner Schloss. Eingemauert in der Außenwand neben dem Eingang befindet sich eine Kopie – das Original befindet sich eingemauert im Erdgeschoss des Eutiner Schlosses in der Nähe der Schlosskapelle.
Es handelt sich (neben dem Wedeler Roland und dem Bad Bramstedter Roland) um einen der drei in Schleswig-Holstein erhaltenen Rolande.

## Figur
Die Skulptur ist 118 cm hoch – wobei die Figur selbst 93 cm misst und 25 cm auf den Sockel entfallen. Es handelt sich um die auf einem Sockel (auf dem sich die Inschrift „1583“ befindet) stehende Sandsteinfigur eines Mannes mit Vollbart, der – barfuß – mit einem soldatischen Rock und Umhang bekleidet ist und eine Krone trägt. In seiner rechten Hand hält er ein Schwert (das Original im Schloss nicht (mehr)) und der linken Hand einen Reichsapfel. Unterhalb der Figur (der Kopie) befindet sich eine leere Tafel. Neben der Figur befindet sich ein Maueranker, der als Kreuz erscheint.

## Geschichte
Als Entstehungsdatum der Figur wird das in der Sockelinschrift genannte Jahr 1583 angenommen. Die Figur dürfte sich – als Zeichen der städtischen Gerichtsbarkeit – ursprünglich am alten Eutiner Rathaus auf dem Marktplatz befunden haben (eine andere Möglichkeit ist, dass sie sich an der Gerichtssäule befand). Als 1773 das alte Rathaus abgerissen wurde dürfte die Figur abgenommen und zu dem Gebäude im Vorhof des Eutiner Schlosses gebracht worden sein, das dem Rat als Ausweichquartier diente. Dort dürfte sie verblieben sein, als der Rat 1791 das neu errichtete Rathaus bezog.
Im 19. Jahrhundert wurde der Vorhof des Schlosses abgerissen – dabei dürfte die Figur in die Außenwand des Schlosses eingefügt worden sein. (Dies erklärt, wieso das Zeichen der städtischen Gerichtsbarkeit sich an dem Schloss der Lübecker Fürstbischöfe später (Groß-)Herzöge befindet.) Die Figur wird erstmals in den 1891/1892 als Buch Aus Eutins vergangenen Tagen veröffentlichten Vorträgen von Pastor Heinrich Aye erwähnt – wobei dieser die Figur als Bischof (Eberhard von Holle) deutet.
1900 stürzt die Figur ausgelöst durch einen Sturm in den Wassergraben des Schlosses, aus dem sie wieder geborgen wird. Um die Figur vor der weiteren Verwitterung zu schützen, lässt Großherzog Friedrich August II. von Oldenburg 1905 eine Kopie anfertigen, diese in die Außenwand des Schlosses einmauern und das Original nahe der Schlosskapelle an einer Innenwand des Schlosses einmauern.
1930/31 beschreibt der Schleswig-Holsteinische Landeskonservator Richard Haupt die Figur als Roland der als Kaiser (Karl der Große) – wobei er auf die Attribute Schwert und Umhang sowie Krone und Reichsapfel verweist – der Reichsapfel ersetzt dabei das sonst häufig gezeigte Schild.